# كمنة ليبر الخلقية
كُمْنة لِيبَر الخِلْقيَّة أو عمى ليبر الخلقي (اختصارًا LCA) هو مرض وراثي نادر يظهر عند الولادة أو في الأشهر القليلة الأولى من الحياة.
يصيب عمى ليبر طفل واحد من كل 40000 طفل. وصف ثيودور ليبر كمنة ليبر الخلقية لأول مرة في القرن التاسع عشر. لا ينبغي الخلط بينه وبين اعتلال ليبر العصبي الوراثي البصري؛ وهو مرض مختلف وصفه ثيودور ليبر لأول مرة أيضًا.
عولج أحد أشكال كمنة ليبر الخلقية بنجاح باستخدام العلاج الجيني في عام 2008.

## العلامات والأعراض
يشير المصطلح الخلقي إلى حالة موجودة منذ الولادة (غير مكتسبة)، بينما يشير مصطلح الكمنة إلى فقدان الرؤية غير المرتبط بوجود آفة. وبصرف النظر عن هذه الأوصاف العامة، قد تختلف الشكايات التي يراجع بها المرضى المصابين بكمنة ليبر الخلقية بسبب ارتباطها بجينات متعددة.
تترافق كمنة ليبر الخلقية عادةً بالرأرأة وببطء استجابة الحدقة أو غياب تفاعلها وبفقدان البصر الشديد أو العمى.

## العلاج
يحمل المرضى الذين يعانون من كمنة ليبر الخلقية النمط الثاني طفرة في جين RPE65. عولج هؤلاء المرضى بنجاح باستخدام العلاج الجيني في سياق التجارب السريرية التي أجريت لهذا الغرض. نشرت نتائج ثلاث تجارب سريرية في عام 2008 لإثبات سلامة وفعالية استخدام الفيروسات المرتبط بالغدية في توصيل العلاج الجيني لاستعادة الرؤية لدى مرضى كمنة ليبر الخلقية. استعاد المرضى الرؤية الوظيفية دون آثار جانبية واضحة في جميع التجارب السريرية الثلاثة. ولدت الدراسات التي استخدمت الفيروسات المرتبطة بالغدية أبحاث جديدة تدرس دور العلاج الجيني في أمراض الشبكية لدى البشر.
نشرت نتائج تجربة المرحلة الأولى التي أجرتها جامعة بنسلفانيا ومستشفى فيلادلفيا للأطفال في عام 2009. أظهرت تلك النتائج تحسن مستمر لدى 12 شخص (تتراوح أعمارهم بين 8- 44 عام) مصاب بكمنة ليبر الخلقية المرتبطة بجين RPE65 بعد العلاج الجيني باستخدام النمط المصلي 2 من الفيروسات المرتبطة بالغدية الحاملة للجين RPE65 البشري. ارتبط التدخل المبكر بنتائج أفضل. استبعد في تلك الدراسة المرضى بناءً على وجود أجسام مضادة معينة للنمط المصلي 2 من الفيروسات المرتبطة بالغدية. طبقت الدراسة العلاج على عين واحدة فقط كإجراء احترازي. أجريت دراسة في عام 2010 لاختبار تأثير إعطاء النمط المصلي 2 من الفيروسات المرتبطة بالغدية الحاملة للجين RPE65 البشري في العينين لدى الحيوانات الحاملة لأجسام مضادة. أشارت الدراسة السابقة إلى عدم تحريض العلاج لأي استجابة مناعية. وافقت إدارة الغذاء والدواء الأمريكية على لوكسترنا في 19 ديسمبر 2017، وهو علاج جيني قائم على إعطاء النمط المصلي 2 من الفيروسات المرتبطة بالغدية الحاملة للجين RPE65 للأطفال والبالغين المصابين بطفرات ثنائية الأليل في جين RPE65 المسؤول عن ضمور الشبكية المشاهد في عمى ليبر الخلقي. يجب أن يملك المرضى خلايا شبكية قابلة للحياة كشرط أساسي لتطبيق العلاج ضمن العين.
طور جراح الشبكية الدكتور ألبرت ماغواير وخبيرة العلاج الجيني الدكتورة جين بينيت التقنية المستخدمة في مستشفى الأطفال.
أعادت الدكتورة سو سمبل-رولاند من جامعة فلوريدا البصر مؤخرًا إلى بعض الطيور باستخدام العلاج الجيني.
في مارس 2020، حقن الأطباء في معهد كيسي للعيون التابع لجامعة أوريغون للصحة والعلوم فيروسًا معدلًا بتقنية CRISPR في عين أحد المرضى في محاولة لعلاج النمط العاشر من كمنة ليبر الخلقية.